# Oeonia volucris
Oeonia volucris là một loài thực vật có hoa trong họ Lan. Loài này được (Thouars) Spreng. mô tả khoa học đầu tiên năm 1826.